# Dryopteris albovillosa
Dryopteris albovillosa là một loài dương xỉ trong họ Dryopteridaceae. Loài này được Watts mô tả khoa học đầu tiên năm 1915.
Danh pháp khoa học của loài này chưa được làm sáng tỏ. 